# Excoecaria glaucescens
Excoecaria glaucescens là một loài thực vật có hoa trong họ Đại kích. Loài này được Scott-Elliot mô tả khoa học đầu tiên năm 1891.